# Серхі Педрероль
Серхі Педрероль (ісп. Sergi Pedrerol, 16 грудня 1969) — іспанський ватерполіст.
Олімпійський чемпіон 1996 року, призер 1992 року, учасник 2000, 2004 років.
Чемпіон світу з водних видів спорту 1998, 2001 років.